# Henicorhynchus lineatus
Henicorhynchus lineatus är en fiskart som först beskrevs av Smith, 1945.  Henicorhynchus lineatus ingår i släktet Henicorhynchus och familjen karpfiskar. Inga underarter finns listade i Catalogue of Life.